# هزاردشت
هزاردشت، شهرک کاملا ویلایی واقع شهرک مبارک آباد شهر آبعلی از توابع بخش رودهن شهرستان دماوند در استان تهران ایران است.

## جمعیت
این شهرک کاملا ویلایی در شهرک مبارک آبادشهرآبعلی قرار دارد.